# Edelholz
Als Edelholz bezeichnet man Hölzer, die sich durch ihre auffallende Farbgebung, markante Farbkontraste, außergewöhnliche Maserungen und weitere charakteristische Merkmale deutlich von gängigen, weit verbreiteten Holzarten abheben. Hinzu kommen oft ein hohes Gewicht oder eine hohe Dichte, eine ausgeprägte Widerstandsfähigkeit gegen Schädlingsbefall, eine seltene Verfügbarkeit sowie ein hoher materieller oder subjektiv empfundener Wert.

## Beispiele
Beispiele für Edelhölzer sind unten abgebildet. Weitere Beispiele sind Amaranth, Amboina-Maser (Flindersia amboinensis oder Pterocarpus indicus), Birken-Maser, Bruyere, Buchsbaum, Ebenholz, Elsbeere, Grenadill, Königsholz, Madrona-Maser, Massaranduba, Myrte(n)-Maser (Umbellularia californica), Palisander, Pockholz, Rüster-Maser, Walnuss, Zebrano und viele mehr.

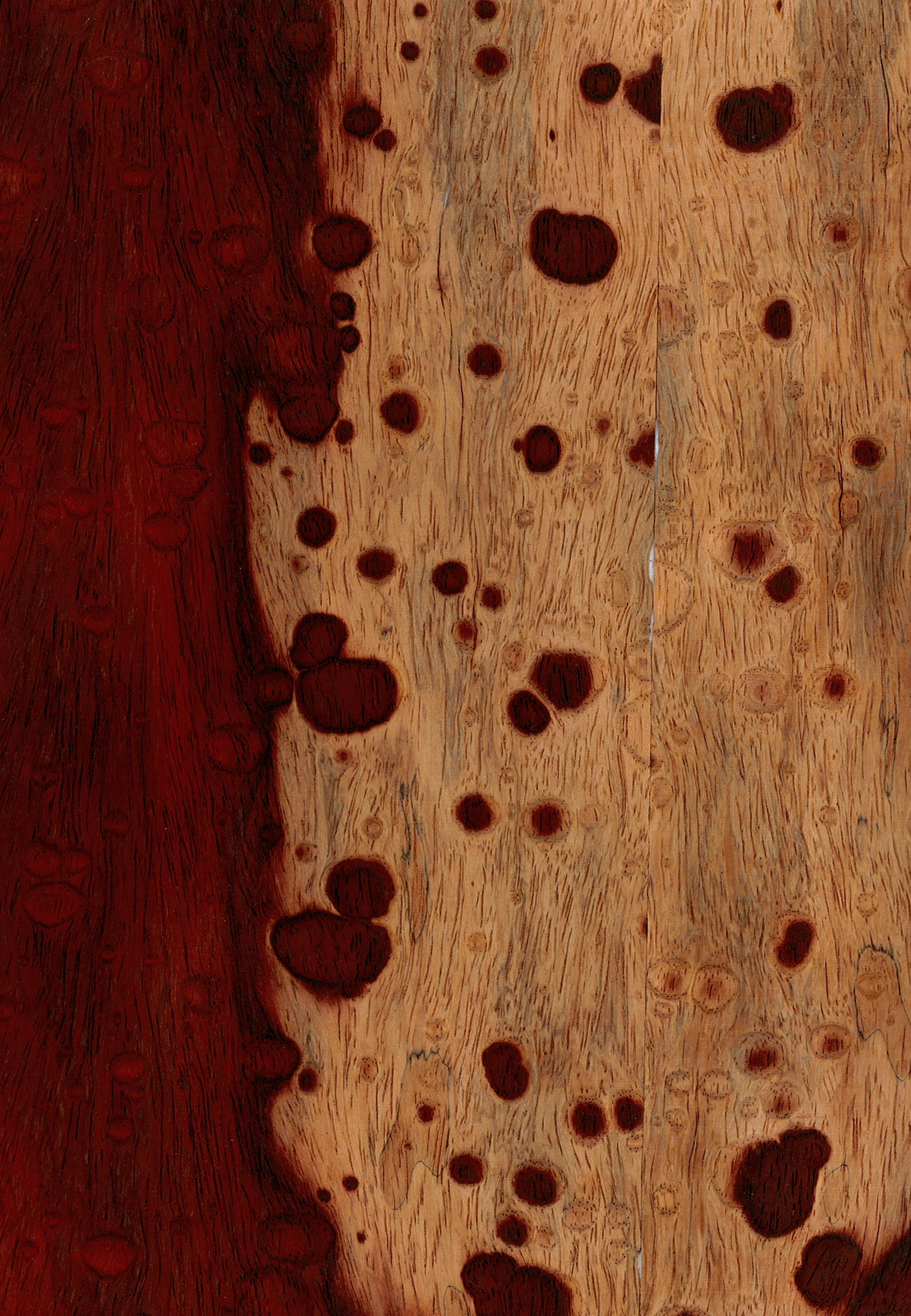
Furnierblatt eines besonderen Padouk-Stammes
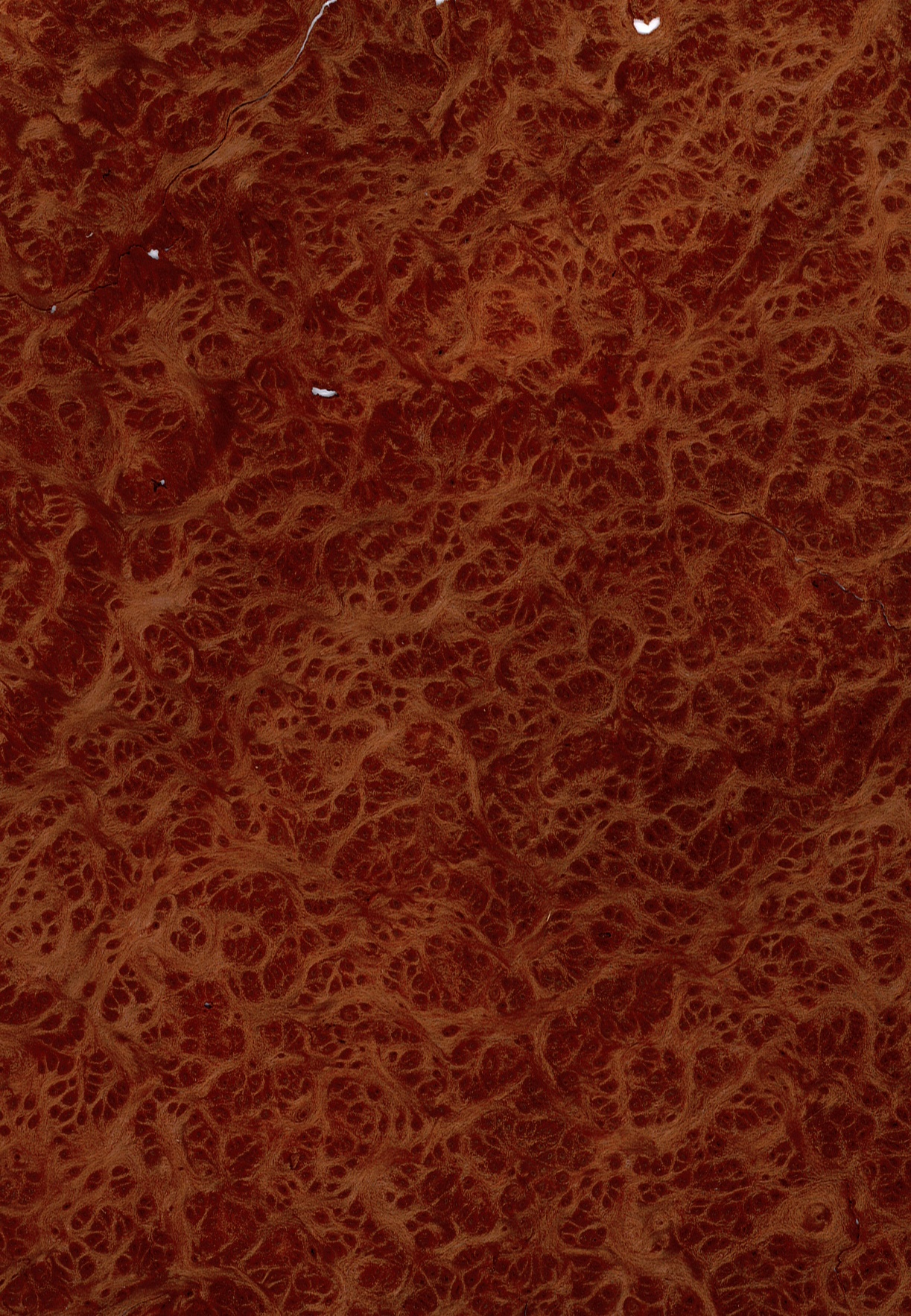
Vavona-Maser
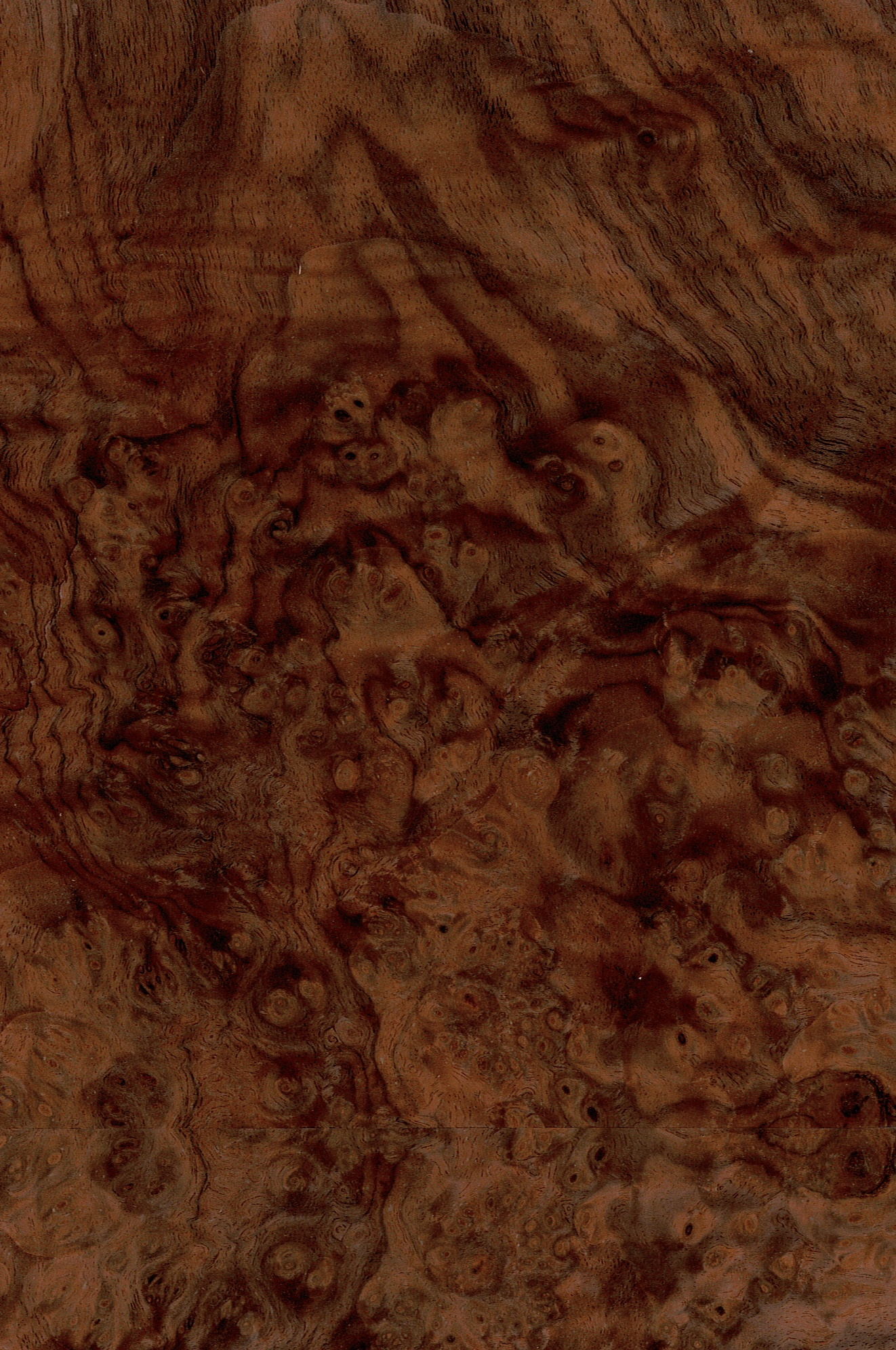
Schwarznuss-Maser
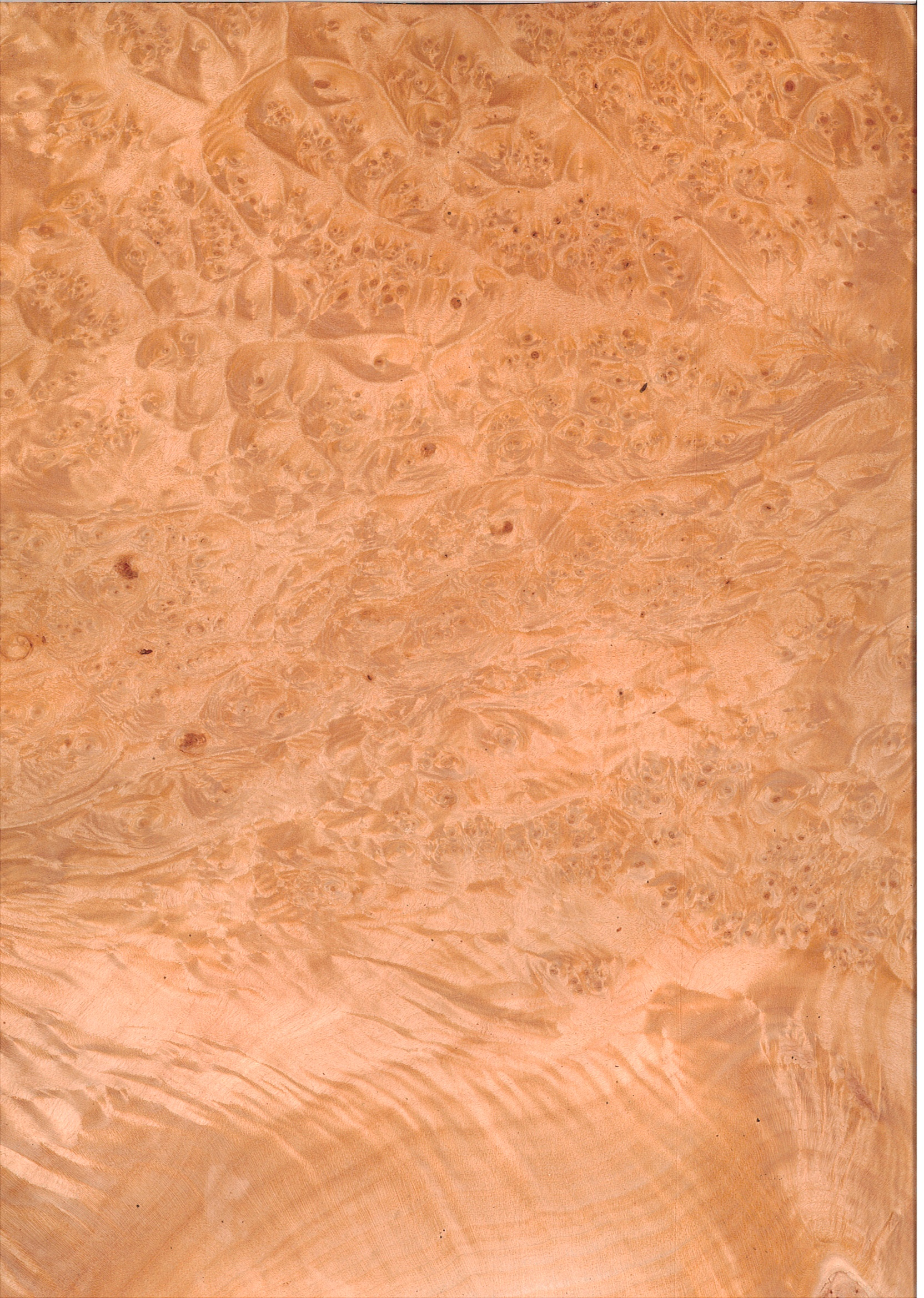
Ahorn-Maser
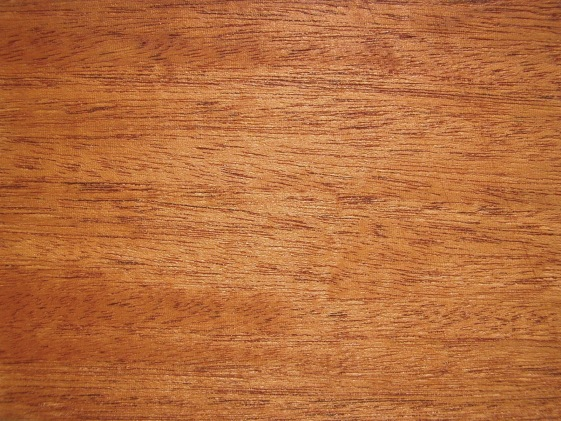
Mahagoni
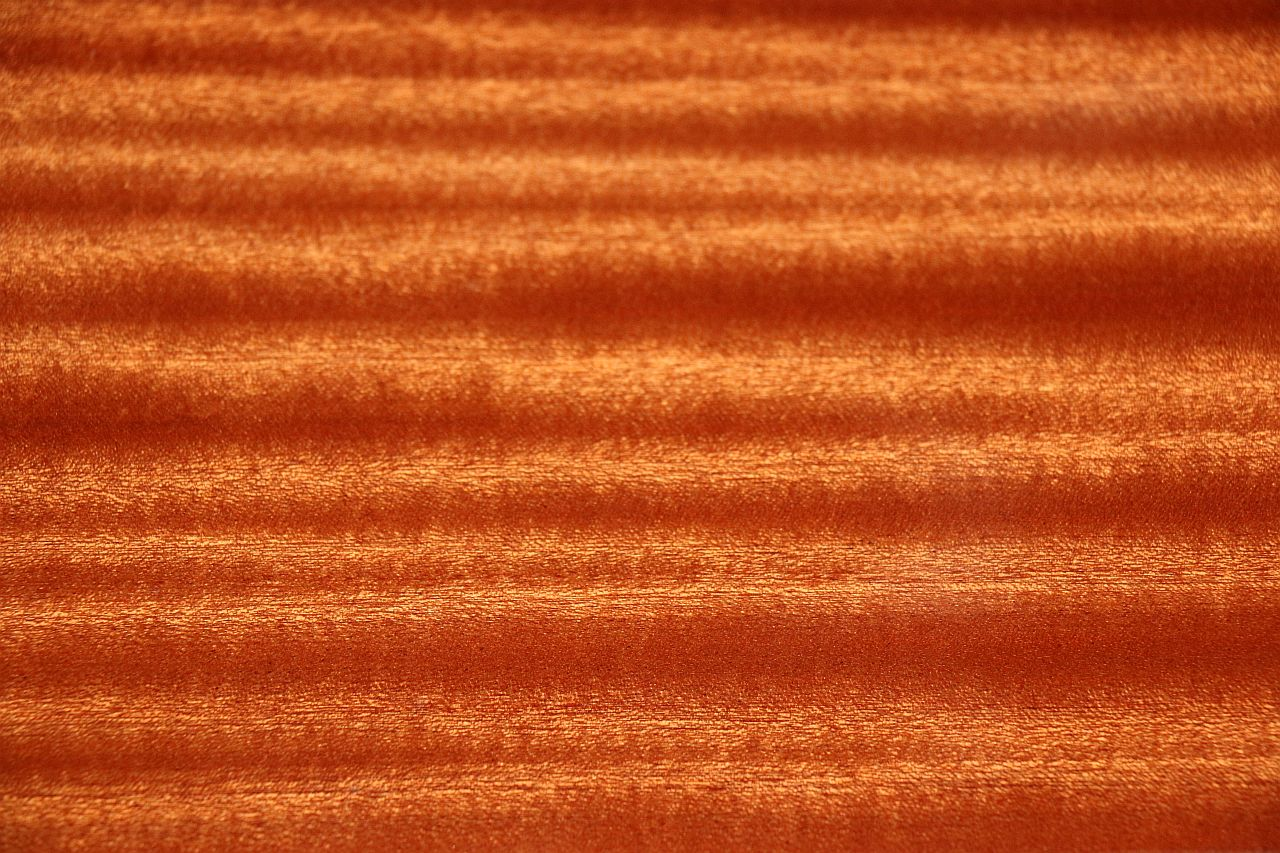
Mahagoni hochglanzlackiert
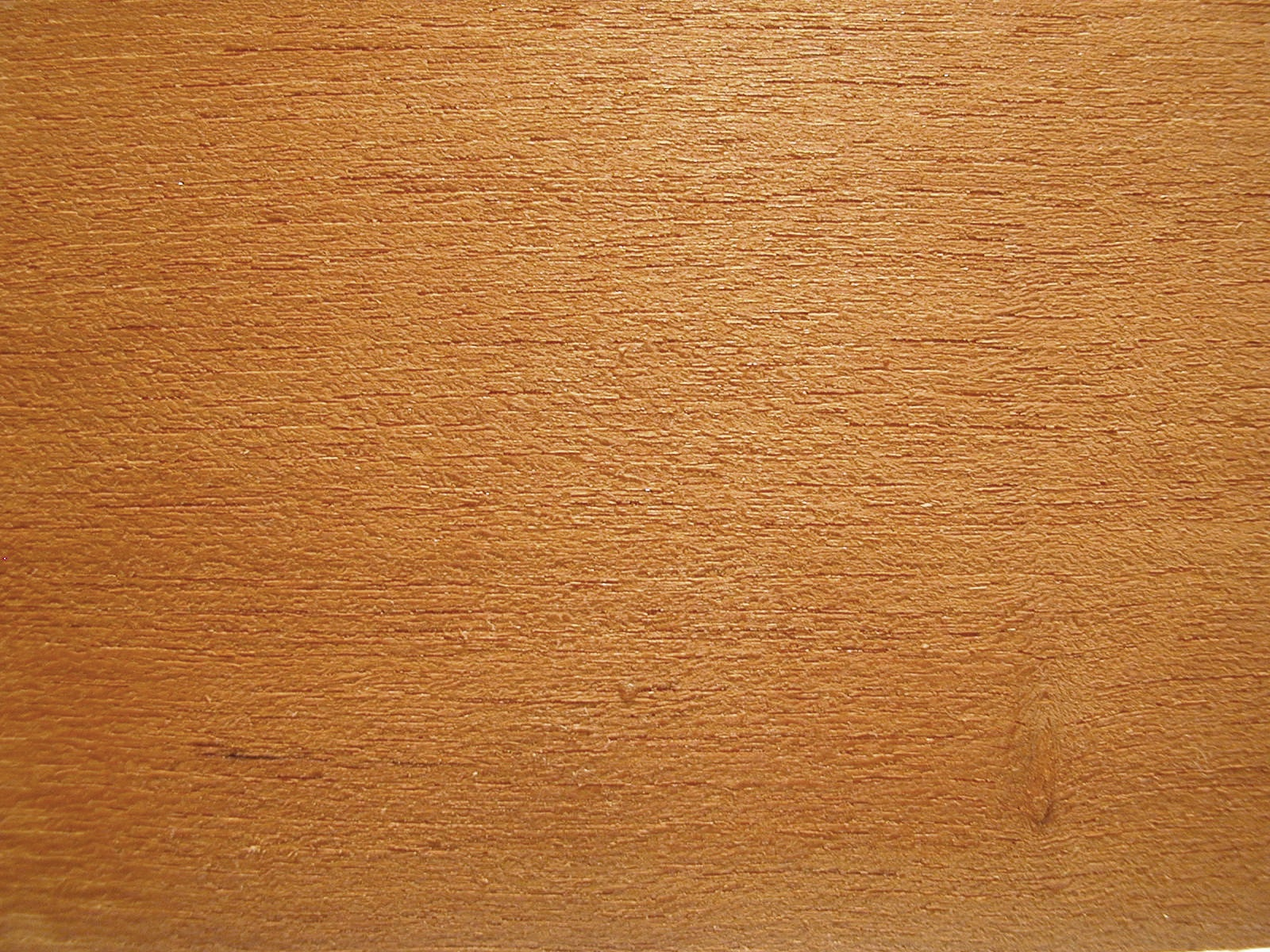
Teakbaum
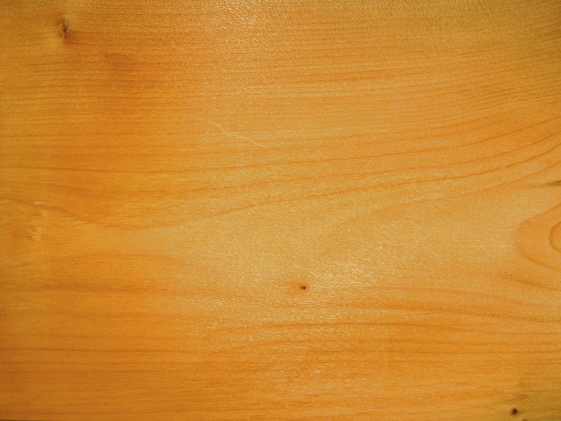
Eibenholz

## Einsatzgebiete

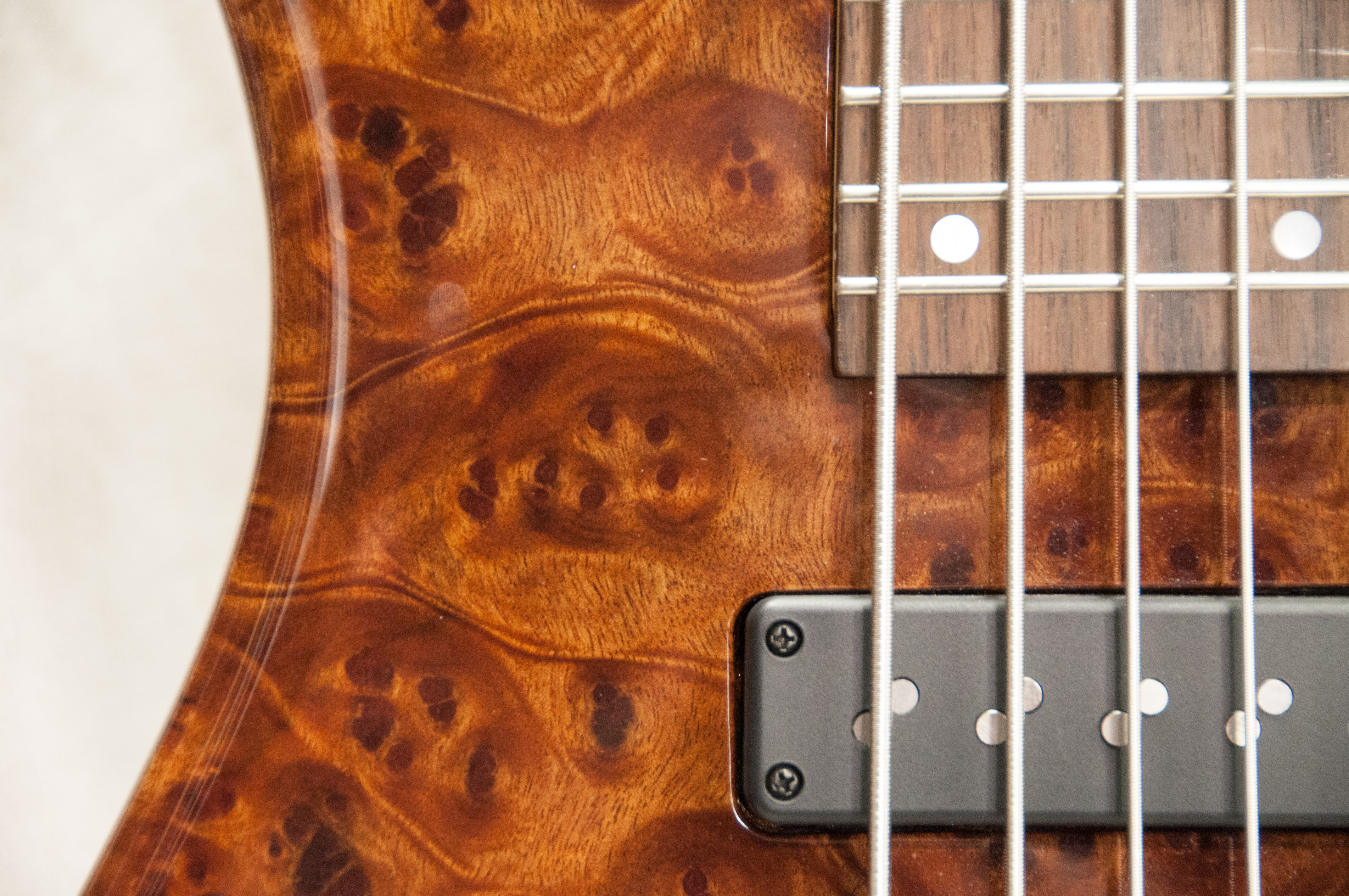
E-Gitarre

Massives Edelholz wird als Material für Kunstwerke verwendet (z. B. Skulpturen), aber auch für Schmuck und Gebrauchsgegenstände, die Anmut und Wertschätzung erzeugen sollen (z. B. edle Tabakspfeifen).
Edelholz wird auch zu Furnier verarbeitet. Dies wird zum Furnieren von Einrichtungs- und Ausstattungsobjekten, für Automobil-Interieurs und für Zierelemente (Intarsien) in Möbelstücken verwendet und vielfältig verarbeitet.
Auch für Musikinstrumente kommen nach besonderen Kriterien ausgewählte Edelhölzer zur Anwendung, wobei hier der klangliche Aspekt im Vordergrund steht. Beim Klavier und vor allem in Orgeln ist es neben Zierfurnieren vor allem Ebenholz bei hochwertigen Klaviaturen. Besonders in Orgeln werden schmückende Bauteile aus Edelhölzern in den Prospekt der Tastatur eingebaut. Hochwertige Holzblasinstrumente werden oft aus Grenadill oder Palisander gefertigt, wie beispielsweise Klarinette, Oboe oder Fagott.
Zahlreiche Automobilhersteller bieten Edelholz-Zierteile als optionales Ausstattungselement an. In diesem hochspezialisierten und lukrativen Markt sind weltweit nur wenige Unternehmen aktiv, deren bedeutendste in Deutschland ansässig sind. Weil die anhaltende Nachfrage nach Echtholzzierteilen in Fahrzeuginterieurs aus Kostengründen nicht ohne Weiteres bedient werden kann, kommen für preisgünstigere Ausstattungen oftmals Zierleisten aus Edelholz-Imitat (meist Kunststoff) zum Einsatz.